# Јапанска лака крстарица Кисо
Крстарица Кисо (јап:木曽 軽巡洋艦) је била лака крстарица класе Кума, и служила је у јапанској морнарици током Другог светског рата. Име је добила по реци Кисо, која се налази на острву Хоншу, Јапан.

## Позадина
Кисо је била пети, и уједно последњи брод серије јапанских лаких крстарица класе Кума. Као и остали бродови ове класе, она је требало да служи као брзи извиђачки брод, или командни брод флотила разарача и подморница.

## Служба

### Рани период
Крстарица Кисо је грађена у Мицубишијевом бродоградилишту у Нагасакију, и комплетирана је 4. маја 1921. године. Убрзо по комплетирању, на крстарици Кисо су монтиране, према крми и према прамцу, по једна равна суперструктура са ротирајућом полетном платформом за хидроавионе, ради екпериментисања и тестирања њихове употребе.
Током јапанске Сибирске интервенције против бољшевичке црвене армије, Кисо је била ангажована на обезбеђењу искцавања јапанских трупа на обале Сибира. Она касније базира у Порт Артуру, и патролира дуж Кинеске обале, између Квантушке области и базе Цингтао.
Дана, 17. априла 1939. године, крстарица Кисо испаљије једну почасну салву, док је америчка тешка крстарица Асторија упловљавала у Јокохаму, превозећи тело Хирошиа Саитоа, јапанског амбасадора у Сједињеним Америчким државама, који је преминуо у Вашингтону.

### Операције у северним водама
Дана, 10. новембра 1941. године, Кисо је уврштена у 21. дивизију крстарица, јапанске 5. флоте, под командом вицеадмирала Боширо Хосогаје, и била је офарбана камуфлажно, ради операција у северним водама. У време напада на Перл Харбор, Кисо је патролирала код Курилских острва, али је након задобијених оштећења трупа услед лоших временских услова, била принуђена да се врати крајем године у базу Јокосука.
Од јануара до априла 1942. године, Кисо поново патролира северним водама, заједно са бродом близанцем, крстарицом Тама.
Априла месеца, након Дулитловог ваздушног препада, Кисо је била један од многих јапанских ратних бродова, који су послати у безуспешну потрагу за америчком оперативном ескадром ТФ 16, у којој су се налазили носачи авиона Хорнет и Ентерпрајс. Крстарица Кисо потапа топовском ватром патролне бродове No. 26 Нашин Мару и No. 1 Ивате Мару, након што су ови бродови оштећени од америчких авиона, са носача авиона Ентерпрајс, током Дулитловог ваздушног препада.
Маја 1942. године, крстарица Кисо је придружена пратњи носача хидроавиона Кимикава Мару, у мисији извиђања острва Киска и Адак, из састава Алеутских острва. Извиђање острва Адак је било успешно, али је изнад острва Киска било јако мрачно, услед лошег времена. Крајем маја (28. мај), крстарица Кисо учествују у бица за Алеутски острва, Операција „АЛ“, (освајање острва Ату и Киска). Јапанци искрцавају своје снаге на острво Киска, 7. јуна 1942. године, док је Кисо обезбеђивала искрцавање. Дана, 10. јуна 1942. године, крстарицу Кисо, неколико разарача и неколико других бродова, напада формација од 6 америчких тешких бомбардера Б-24 Либератор. У овом нападу Кисо пролази без оштећења, али је зато оштећена 14. јуна, приликом напада авиона ПБЈ Каталина. Кисо се враћа безбедно у базу Муцу 24. јуна 1942. године.
Од 28. јуна 1942. године, крстарице Кисо и Тама учествују у обезбеђењу другог конвоја са појачањем за јапанске снаге на острву Киска, и патролирају југозападно од острва Киска, исчекујући контра-напад америчких снага, а враћају 16. јуна у базу Јокосука. По зарвшеном ремонт у бази Јокосука (16. јул – 2. август), Кисо се враћа на север, где наставља са патролирањем у области острва Киска, а уједно учествује 20. августа у заштити пребацивања трупа са острва Ату, на острва Киска. Кисо се враћа у базу Муцу 18. септембра 1942. године. Од октобра 1942. године, до марта 1943. године, Кисо изводи више патролних и транспортних мисија на релацији Курилска – Алеутска острва.
Вицеадмирал Широ Каваса преузима команду над 5. Флотом, 28. марта 1943. године. Кисо одлази у суви док 4. априла 1943. године, ради једне веће преправке, током које су њени рефлектори од 900 mm, замењени са 3 рефлектора од 1100 mm. Два двоцевна против-авионска топа од 25 mm, су постављена са леве и десне стране, изнад крмених торпедних цеви. Такође је постављен и један радар за ваздушно осматрање.
Дана, 11. марта 1943. године, крстарица Кисо заједно са разарачима Хацушимо и Вакаба, ескортују носач хидроавиона Кимикава Мару, који је превозио 8 хидроавиона извиђача Мицубиши Ф1М и 2 хидроавиона ловца Накаџима А6М2, ка острву Ату. Међутим, Американци нападају и ослобађају острво истог дана, те је мисија стопирана. Кисо је послата 21. маја 1943. године, да помогне евакуацији јапанских снага са острва Киска али је операција отказана 29. маја. Након неколико покушаја по лошем времену, Кисо успева 29. јула да евакуише 1.189 војника са оства Киска. Након тога, она наставља са патролирањем у тој области све до краја августа 1943. године.

### Операције у јужним водама
Дана, 15. септембра 1943. године, Кисо одлази на југ, и учествује у пребацивању трупа са острва Понпеи, Каролинска острва, до атола Трук, где стиже 23. септембра 1943. године, а враћа се у базу Куре 4. октобра 1943. године.
Крстарице Кисо и Тама укрцавају 12. октобра 1943. године, трупе у Шангају. Док је пловила кроз Источно Кинеско море, Кисо је нападнута од америчке подморнице Грејбек, али је безбедно стигла 18. октобра у базу Трук. Из базе Трук, Кисо је придружена групи бродва који су пребацивали трупе до Рабаула на Новој Британији. На 53 наутичке миље од рта Светог Ђорђа, 21. октобра 1943. године, јапански бродови су нападнути од аустралијских бомбардера Бристол Бофорт, који су долетели са Гвадалканала. У овом нападу, крстарица Кисо је погођена једном бомбом. Оштећење је било довољно велико, да је брод морао да се врати у базу Маизуру, ради поправке. По доласку у базу Маизуру, 10. новембра 1943. године, на крстарици Кисо су почели радови на њеној поправци, а уједно и модернизацији. Уместо два топа главне артиљерије од 140 mm, који су одстрањени, постављен је један двоцевни тешки против-авионски топ од 127 mm. Такође, монтирана су још три троцевна против-авионска топа од 25 mm, чиме је њихов број повећан на 19 цеви (3x3, 2x2, 6x1).
По завршеној поправци модернизацији, 3. марта 1944. године, Кисо је послата поново у северне воде, где је наредна три месеца обаљала патролне задатке. Дана, 30. јуна 1944. године, крстарице Кисо и Тама су послате из базе Јокосука, са армијским појачањен ка острвима Огасавара (Бонинска острва), а враћају се у исту базу 3. јула 1944. године. Од 10. августа 1944. године, Кисо се налази у Унутрашњем мору, где служи као тренажни брод, а уједно врши и стражарску службу.
Када је почело америчко искрцавање на острво Лејте - Филипини, 20. октобра 1944. године, Кисо добија наређење да се пребаци на југ, али остаје да мирује у бази Куре, задржавајући снабдевања муниције за флоту вицеадмирала Курите, у време битке код Самара, 25. октобра 1944. године. Након напустања Сасеба, заједно са носачем авиона Џунјо, и 30-ом дивизијом разарача (Узуки, Јузуки и Акиказе), крстарица Кисо је уочена на око 160 наутичких миља западно од рта Болинао на Лузону - Филипини, од америчке подморнице Пинтадо. Подморница Пинтадо је патролирала у групи са подморницама Џеило и Етјул, а помагала јој је група од друге три америчке подморнице; Хедек, Хеилбат и Туна. Пинтадо испаљује торпеда из свих 6 њених торпедних цеви, али се један од јапанских разарача (Акиказе), поставља између носача и крстарица, те на тај нанич жртвује себе.
Муниција за снаге вицеадмирала Курите је истоварена 8. новембра 1944. године, након чека Кисо заједно са носачем авиона Џунјо, крстарицама Тоне, Хагуро, и Ашигара, и разарачима Узуки и Јузуки, прати бојне бродове Јамато, Нагато и Конго, лаку крстарицу Јахаги и разараче Хамаказе, Исоказе и Јукиказе, на повратном путу ка Јапану. Убрзо се издвајају Кисо, Џунјо, Тоне, Узуки и Јузуки, и одлазе ка Манили, где стижу 10. новембра 1944. године. Кисо постаје заставни брод Пете флоте, замењујући на том месту лаку крстарицу Абукума, која је потонула 26. октобра 1944. године.
Дана, 13. новембра 1944. године, услед очекивања ваздушног удара на Лузон, од авиона са америчких носача авиона, Кисо добија наређење да се врати у базу Брунеј, и пребаци вицеадмирала Кијошиде Шиму. Пре него што је успела да исплови из Манилског залива, група јапанских бродова у којој се налазила и крстарица Кисо, нападнута је од преко 350 америчких авиона, који су узлетели са носач авиона из оперативне ескадре ТФ 38; Хорнет, Монтреј, Купенс, Есекс, Тајкондерога, Ленгли, Ентерпрајс и Сан Хасинто. Три бомбе погађају крстарицу Кисо у десну половину брода – једна на прамац, једна у близини њених котловских одељења и једна у близини крмених топова. Кисо тоне у плиткој води, на око 8 наутичких миља западно од филипинске провинције Кавите. Капетан Имамура и већи део посаде, су преживели потапање брода.
Крстарица Кисо је обрисана из списка флоте 20. марта 1945. године.
Након рата, олупина брода је извађена 15. децембра 1955. године, и пребачена у Манилску луку, где је сасечена.

## Листа капетана
- Капетан Токуџиро Татено – 4. мај 1921 — 10. мај 1922.
- Капетан Кенкичи Вада – 10. мај 1922 — 1. децембар 1922.
- Капетан Раизо Мори – 1. децембар 1922 — 1. октобар 1923.
- Капетан Наоџиро Хоншуку – 1. октобар 1923 — 1. децембар 1924.
- Капетан Кумао Мизуно – 1. децембар 1924 — 10. јул 1925.
- Капетан Кунитаро Аоки – 10. јул 1925 — 1. децембар 1926.
- Капетан Кичиџиро Хамада – 1. децембар 1926 — 10. јун 1927.
- Капетан Јутака Арима – 10. јун 1927 — 15. новембар 1927.
- Капетан Сеишичи Јамагучи - 15. новембар 1927 — 4. децембар 1928.
- Капетан Сеизабуро Мицуј – 4. децембар 1928 — 1. мај 1929.
- Капетан Исаму Оно – 1. мај 1929 — 30. новембар 1929.
- Капетан Садаки Араки – 30. новембар 1929 — 15. мај 1930.
- Капетан Сеичиро Сога – 15. мај 1930 — 14. новембар 1931.
- Капетан Деншичи Окавачи – 14. новембар 1931 — 1. децембар 1932.
- Капетан Маркиз Терухиса Комацу – 1. децембар 1932 — 15. новембар 1933.
- Капетан Сеичи Ито – 15. новембар 1933 — 10. март 1934.
- Капетан Какуџи Какута – 10. март 1934 — 15. новембар 1934.
- Капетан Џуничи Мизуно – 15. новембар 1934 — 14. новембар 1935.
- Капетан Арата Ока – 15. новембар 1935 — 10. новембар 1936.
- Капетан Кјухачи Кудо – 10. новембар 1936 — 15. јун 1938.
- Капетан Садамичи Каџиока – 15. јун 1938 — 15. децембар 1938.
- Капетан Сохеј Таширо – 15. децембар 1938 — 30. март 1939.
- Капетан Хидецуна Јаги – 30. март 1939 — 1. новембар 1939.
- Капетан Рјозо Мори – 1. новембар 1939 — 15. октобар 1940.
- Капетан Тацуо Кијама – 15. октобар 1940 — 10. новембар 1941.
- Капетан Такеџи Оно – 10. новембар 1941 — 20. септембар 1942.
- Капетан Ивао Каваи – 20. септембар 1942 — 4. октобар 1943.
- Капетан Исаму Сава – 4. октобар 1943 — 24. фебруар 1944.
- Капетан Рјоносуке Имамура – 24. фебруар 1944 — 13. новембар 1944.